# ماهیچه‌پارویان
ماهیچه‌پارویان (نام علمی: Myodocopa) نام یک زیررده از رده صدفیان است.